# Elezioni legislative in Portogallo del 1987
Le elezioni legislative in Portogallo del 1987 si tennero il 19 luglio per il rinnovo dell'Assemblea della Repubblica.
In seguito all'esito elettorale, Aníbal Cavaco Silva, espressione del Partito Social Democratico, fu confermato Primo ministro.

## Risultati
| Partito Social Democratico                  | 2 850 784 | 51,34 | 148 |  |  |  |
| Partito Socialista                          | 1 262 506 | 22,74 | 60  |  |  |  |
| Coalizione Democratica Unitaria (PCP - PEV) | 689 137   | 12,41 | 31  |  |  |  |
| Partito Rinnovatore Democratico             | 278 561   | 5,02  | 7   |  |  |  |
| Centro Democratico Sociale                  | 251 987   | 4,54  | 4   |  |  |  |
| Unione Democratica Popolare                 | 50 717    | 0,91  | –   |  |  |  |
| Partito Socialista Rivoluzionario           | 32 977    | 0,59  | –   |  |  |  |
| Movimento Democratico Portoghese            | 32 607    | 0,59  | –   |  |  |  |
| Partito della Democrazia Cristiana          | 31 667    | 0,57  | –   |  |  |  |
| Partito Monarchico Popolare                 | 23 218    | 0,42  | –   |  |  |  |
| Partito Comunista dei Lavoratori Portoghesi | 20 800    | 0,37  | –   |  |  |  |
| Partito Comunista (Ricostruito)             | 18 544    | 0,33  | –   |  |  |  |
| Partito Operaio di Unità Socialista         | 9 185     | 0,17  | –   |  |  |  |
| Totale                                      | 5 552 690 | 100   | 250 |  |  |  |
|                                             |           |       |     |  |  |  |
| Schede bianche                              | 50 135    | 0,88  |     |  |  |  |
| Schede nulle                                | 73 533    | 1,30  |     |  |  |  |
| Votanti                                     | 5 676 358 |       |     |  |  |  |

| Riepilogo dei seggi (+/- elezioni 1985) | Riepilogo dei seggi (+/- elezioni 1985) | Riepilogo dei seggi (+/- elezioni 1985) | Riepilogo dei seggi (+/- elezioni 1985) | Riepilogo dei seggi (+/- elezioni 1985) | Riepilogo dei seggi (+/- elezioni 1985) | Riepilogo dei seggi (+/- elezioni 1985) |
| --------------------------------------- | --------------------------------------- | --------------------------------------- | --------------------------------------- | --------------------------------------- | --------------------------------------- | --------------------------------------- |
|                                         |                                         |                                         |                                         |                                         |                                         |                                         |
| CDU                                     | 31                                      | ▼ 7                                     |                                         | PS                                      | 60                                      | ▲ 3                                     |
| PRD                                     | 7                                       | ▼ 38                                    |                                         | PSD                                     | 148                                     | ▲ 60                                    |
| CDS-PP                                  | 4                                       | ▼ 18                                    |                                         |                                         |                                         |                                         |